# Manoir de Bunehout
Le manoir de Bunehout est une ancienne demeure fortifiée, de la fin du XVe siècle, qui se dresse sur le territoire de la commune française de Saint-Germain-le-Gaillard, dans le département de la Manche, en région Normandie.

## Localisation
Le manoir de Bunehout est situé à 1,2 kilomètre au sud-est de l'église Saint-Germain de Saint-Germain-le-Gaillard, dans le département français de la Manche.

## Historique
Le manoir de Bunehout a été reconstruit dès la fin du XVe siècle sur des vestiges plus anciens, mais les bâtiments datent principalement du XVIe siècle avec des remaniements au XVIIe siècle.
Ce domaine appartenait d’abord à la famille de Lanquetot, puis aux Chiffrevast de Tamerville.
Dans ce manoir eut lieu l’un des épisodes de la guerre de Cent Ans, opposant Nicolas de Chiffrevast, capitaine du château de Cherbourg, qui était favorable au roi de France, et son suzerain le baron de Saint-Sauveur-le-Vicomte, Geoffroy d'Harcourt, favorable au roi d’Angleterre. Geoffroy d'Harcourt reproche à Chiffrevast d’avoir tué une biche apprivoisée lui appartenant. Il réunit 500 hommes, dont Jean de La Haye, seigneur du Rozel, et se présente le 2 mars 1354 devant le manoir de Chiffrevast, à Tamerville, et fait afficher devant la porte un cartel de défi. Le lendemain, il attaque le manoir, et le saccage. Puis, il se dirige vers Buhenou, autre propriété de Nicolas de Chiffrevast. Harcourt attaque là aussi le manoir, et l’incendie. La mère de Chiffrevast en mourut de peur. Traduit en justice, Harcourt est condamné à verser 30 000 livres d’amende, et à renoncer à ses droits seigneuriaux sur Bunehou.
Le manoir de Bunehou appartient actuellement à la famille Le Vallois.

## Description
Le manoir se présente sous la forme d'un logis en équerre dont l'angle intérieur est occupé par une tour renfermant un escalier à vis.